# Lettera aperta a un giornale della sera
Lettera aperta a un giornale della sera («Carta abierta a un periódico vespertino» en italiano) es una película dramática italiana de 1970 dirigida por Francesco Maselli.
La película, en parte autobiográfica, se centra en la crisis de un grupo de intelectuales comunistas tras las protestas de 1968.

## Argumento
Un grupo de amigos intelectuales de izquierda (un arquitecto, un director editorial, un escritor, un guionista, un escultor, un director y un profesor universitario), suelen reunirse en casa de uno u otro para hablar de política y sexo. Una tarde, para vencer el aburrimiento, los intelectuales deciden responder con una carta abierta a un llamamiento sobre la Guerra de Vietnam promovido por un periódico: en la carta declaran su intención de alistarse como voluntarios para defender la causa de los vietnamitas. Sin embargo, la carta, escrita únicamente como una provocación, es interceptada y publicada por un semanario.
Mientras el Partido Comunista Italiano (PCI) reacciona con fastidio, llegan numerosos consentimientos y adhesiones a la carta abierta, tanto de Italia como del extranjero (incluida la de Jean-Paul Sartre). El grupo de intelectuales, que de repente se ven obligados a responder a un llamado a las armas nacido de unas veladas de charla revolucionaria, está en crisis. El Partido Comunista de Vietnam envía un enviado de enlace para recibir la delegación simbólica de 35 «voluntarios de combate». Asustados e incapaces de dejar su mundo de éxito mundano y económico, los intelectuales ya no pueden contenerse y comienzan a prepararse para partir. En el último momento, el enviado vietnamita anuncia que el partido ha cambiado de opinión y que se suspende el envío de la delegación. El grupo de voluntarios, decepcionado y al mismo tiempo aliviado, puede volver a la vida de siempre.

## Reparto
- Daniele Costantini: El estudiante.
- Nino Dal Fabbro: Prof. Nino Dal Fabbro.
- Daniele Dublino: Dublino.
- Laura De Marchi: Esposa de Dublino.
- Fabienne Fabre: El estudiante.
- Piero Faggioni: Faggioni.
- Graziella Galvani: Graziella.
- Lorenza Guerrieri: Lorenza.
- Nicole Karen
- Tanya Lopert
- Titina Maselli: Titina.
- Monica Strebel: Monica.
- Daniela Surina: Condesa Surina.
- Nicole Tessier
- Nanni Loy: Dosi.

## Recepción
Reseñas de la película destacaron su crítica al creciente conformismo de la izquierda italiana. El director Francesco Maselli tuvo una activa participación en las protestas de 1968, incluida la ocupación y boicot del Festival de Cine de Venecia de ese año.